# Sadr City
Sadr City ou Madinat al-Sadr, anciennement Thawra, puis Madinat al-Saddam, est une ville irakienne de la banlieue est de Bagdad. C'est également un sous-district de Bagdad. Sa population de 2 millions d'habitants est essentiellement chiite. 

## Peuplement de 1959 à 2003
La construction du quartier, alors connu sous le nom de district de Thawra (en arabe : حيّ الثورة, ħayy ath-Thawra) — signifiant en français : Révolution — est décidée en 1959 par le Premier ministre Abdel Karim Kassem. Sous le régime de Saddam Hussein, il reçoit le nom de Madinat al-Saddam, en l'honneur du dictateur. Il est souvent désigné, sous l'influence des médias anglo-saxons, comme Saddam City.
Quartier populaire de peuplement en grande partie chiite, il voit sa population considérablement accrue en 1991 avec le déplacement forcé des Arabes des marais lors de la répression de l'insurrection chiite de 1991.

## Une cité disputée entre forces américaines et milice chiite, 2003-2008
En mars 2003, lors de l'invasion américaine, les forces de la coalition américaine occupent le quartier et installent un camp dans la fabrique de cigarettes Sumer, rebaptisée Camp Marlboro, en référence à une marque américaine de cigarettes.
Cependant, la population civile est rapidement prise en main par les partisans du jeune imam  Moqtada al-Sadr, issu d'une lignée religieuse chiite en l'honneur de laquelle la localité est rebaptisée Madinat al-Sadr ou Sadr City. Autour de la mosquée al-Hilma, les jeunes militants sadristes organisent des comités de quartiers et imposent leur ordre islamique : voile obligatoire pour les femmes, fermeture des commerces d'alcool et de vidéos. Ils rétablissent les services de santé, l'eau, l'électricité, mais commettent un certain nombre de violences. 
En décembre 2003, un chef de quartier sadriste est tué lors d'une altercation avec des militaires américains. C'est le début d'une série d'affrontements, de 2004 à 2008, opposant l'Armée du Mahdi de Moqtada al-Sadr aux forces américaines et à celles du gouvernement irakien. Ils s'achèvent par l'Operation Peace en 2008 et le désarmement de l'Armée du Mahdi.
Lors des élections législatives du 15 décembre 2005, le Kutlat al-Sadr (Bloc de Sadr) s'allie avec les partis chiites gouvernementaux, Dawa et CSRII, dans la liste commune de l'Alliance irakienne unifiée qui obtient une large majorité malgré la présence d'une liste sadriste dissidente, les Risaliyyun.

## Un quartier ciblé par les attentats, 2009-2021
Le 22 juin 2009, les forces américaines évacuent la ville et transfèrent leurs installations à la 44e Brigade irakienne.
Cependant, Madinat al-Sadr est touchée par des attentats fréquents et meurtriers visant la population civile chiite, notamment les 24 juin 2009, deux jours après le retrait américain (69 morts et 150 blessés), 5 janvier 2012 (10 morts et 37 blessés), 27 octobre 2012 (deux bombes pendant la fête musulmane d'al-Adha faisant 9 morts et 32 blessés), 21 septembre 2013 (triple attentat pendant des funérailles, 65 morts et 120 blessés), 22 octobre 2014 (explosion près d'une maternité, 10 morts, 29 blessés), 23 mars 2015 (8 morts, 20 blessés), 28 février 2016 (78 morts), 20 juillet 2021 (36 morts), etc.